# إيثوكسيد الصوديوم
إيثوكسيد الصوديوم هو مركب كيميائي له الصيغة C2H5ONa، ويوجد على شكل مسحوق بلوري أبيض إلى أصفر اللون.

## الخواص
- يوجد إيثوكسيد الصوديوم على شكل مسحوق غير متبلور ذو لون أبيض إلى أبيض مصفر.
- يمتاز بأنه شديد الشغف للرطوبة حيث يتفكك نتيجة التماس مع الرطوبة الجوية حيث يتشكل كل من الإيثانول وهيدروكسيد الصوديوم

## التحضير
يحضر إيثوكسيد الصوديوم من تفاعل الصوديوم مع الإيثانول، حيث يتحرر غاز الهيدروجين.
ويستعمل هذا التفاعل من أجل الحصول على الإيثانول المطلق (الخالي من الماء) حيث يتفاعل الماء المتواجد في الإيثانول مع فلز الصوديوم بشكل أسرع.

## الاستخدامات
- يستخدم إيثوكسيد الصوديوم بشكل كبير في تفاعلات الكيمياء العضوية كـحفاز قلوي، على سبيل المثال في تكاثف كلايسن والتكاثف الألدولي، وفي تفاعلات الألكلة وتشكيل الاسترات.

## السلامة
غبار إيثوكسيد الصوديوم يسبب تهيجات شديدة للعين والجهاز التنفسي.